# Keisuke Naito
Keisuke Naito (født 11. august 1987) er en japansk fodboldspiller.
Han har spillet for flere forskellige klubber i sin karriere, herunder Kataller Toyama, Thespakusatsu Gunma og FC Machida Zelvia.